# 楊穎虹
楊穎虹（葡萄牙語：Ieong Weng Hong，1975年－），是一名生於中國廣州的澳門作家、教育工作者，使用筆名鏏而、羊豬老師。曾任中學語文教師及大專院校中文顧問及辯論教練及教育課程客席講師，現職澳門理工學報。現任澳門筆會副理事長，人文科學學會會長，《童一枝筆》兒童文學創作平台發起人及活動策劃顧問，演辯人同盟顧問。
楊穎虹亦是報章雜誌專欄作家，主要創作有小說、散文、新詩及兒童文學。曾任數屆澳門中學生讀後感徵文比賽及我讀孔子徵文比賽評委，曾為澳門教育暨青年局編寫《書寫我城: 澳門文學補充教材》。為澳門回歸祖國廿周年編寫專著《澳門奇趣門少年小說精選》中篇及短篇小說、散文、劇本曾獲得澳門文學獎。

## 經歷
楊穎虹1975年生於中國廣州，1983年移居澳門。1994年畢業於澳門培道中學，1998年於澳門大學教育學院中文系畢業，2004年獲澳門大學教育學院課程設計及管理碩士，廣州暨南大學管理學博士。
1992年開始參與辯論活動，曾為辯員、演講及辯論教練、演講及辯論比賽導師及評判。活躍於社交網站時政辯論圈，言論時有激發網民思考，曾在各類媒體發起公開辯論，有「辯論女王」稱號。
1994年至1996年任澳門大學演辯學會暨辯論隊（粵語）隊長；
1994年至1998代表澳門大學出戰香港大專辯論邀請賽，在香港大學、香港中文大學、香港浸會大學、香港理工大學、香港科技大學等大賽屢獲最佳辯員；
1997年代表澳門參加「深穗港澳大學生電視辯論賽」（普通話）獲最佳辯手。
1998年至2009年任教於澳門培道中學及澳門培正中學。2009~2019於澳門理工學院理事會任顧問及辯論隊教練，期間曾兼任聖若瑟大學「小學教學法」、「新教師在職培訓」課程，以及香港中文大學「中學課外活動」教師培訓課程客席講師。
1998年至2003年任教於澳門培道中學，任該校辯論隊教練；
2003年至2009年任教於澳門培正中學，任該校辯論隊教練；
自2009年~2019年起擔任澳門理工學院廣東話辯論隊教練；
自2009~2017年起擔任工聯演講比賽導師及評判；
自2009年起擔任教青局校際中學生辯論比賽導師及評判；
自2010年起擔任「全能辯員大賽」（2013、2014年為港澳區大賽）統籌；
自2012年起擔任全澳青年辯論公開賽評判；
自2012年起擔任演辯人同盟顧問；
自2017年起擔任「風雲再起」國際冠軍的巔峰之戰導師及評委；
2018年成為「我是演講家」培訓導師，並奪得星級導師獎。

## 著作
| 作品                             | 出版社                           | 繁體版ISBN             | 簡體版ISBN             |
| -------------------------------- | -------------------------------- | ---------------------- | ---------------------- |
| 《小城大世界──澳門兒童文學精選》 | 民政總署文化康體部               | ISBN 978-99965-0-231-6 |                        |
| 《小城小故事》                   | 民政總署文化康體部               | ISBN 978-99965-0-268-2 |                        |
| 《書寫我城: 澳門文學補充教材》   | 澳門教青局                       | ISBN 978-99965-4-432-3 |                        |
| 《開開心心最重要》               | 廣東人民教育出版社及澳門文化公所 | ISBN 978-99981-36-04-5 | ISBN 978-7-218-13783-4 |
| 《開開心心說別離》               | 廣東人民教育出版社及澳門文化公所 | ISBN 978-99981-36-05-2 | ISBN 978-7-218-13783-4 |
| 《開開心心看雲去》               | 廣東人民教育出版社及澳門文化公所 | ISBN 978-99981-36-06-9 | ISBN 978-7-218-13783-4 |
| 《開開心心學語言》               | 廣東人民教育出版社及澳門文化公所 | ISBN 978-99981-36-07-6 | ISBN 978-7-218-13783-4 |
| 《真心常在》                     | 廣東人民教育出版社及澳門文化公所 | ISBN 978-99981-36-08-3 | ISBN 978-7-218-13783-4 |
| 《小城M大調》                    | 作家出版社                       | ISBN 978-7-5212-0243-4 |                        |
| 《澳門奇趣門少年小說精選》       | 澳門筆會                         | ISBN 978-99981-980-0-5 |                        |

## 榮譽
中學階段開始喜歡文學創作，1990年奪得第二屆「澳門青年文學獎」散文組優異獎，在中學階段屢獲全澳及全國徵文比賽獎項。2005年開始從事網絡寫作，開設博客羊豬蜜語，2011年開始在澳門日報、新園地「斷章寫義」寫專欄；2011年開始參加澳門文學獎，多部短篇及中篇小說、散文、劇本奪得獎項。2012期間曾任「閱讀版」專欄作者；2015年為澳門教育暨青年局編寫《書寫我城: 澳門文學補充教材》。
2009年起於《百分百家長》擔任家長義工，並為「兒童文藝」專欄供稿；2011年成為中國凤凰新媒體第三屆兩岸四地親子文化論壇主講嘉賓；2014年為澳門民政總署主編《小城大世界──澳門兒童文學精選》，2015年為澳門民政總署主編《小城小故事》兒童故事精選；同年在澳門筆會參與創立「童一枝筆」兒童文學平台工作，曾擔任刋物主編，現任活動策劃顧問，2015起寫作澳門日報親子及兒童文學專欄；2018年在博鼇亞洲家庭教育專家學術論壇中發言，並獲頒授「亞洲家庭教育貢獻獎」；2019年代表澳門區在「子女教養與教育國際大會」中發言。

## 外部連結
- 澳門日報新園地《斷章寫義》專欄 （页面存档备份，存于）
- 澳門日報學生報《親子教育》專欄 （页面存档备份，存于）
- 澳門日報學生報《羊豬蜜語兒童故事》專欄 （页面存档备份，存于）
- 楊穎虹的博客 羊豬蜜語 （页面存档备份，存于）
- 楊穎虹的臉書專頁
- 《新生代》專欄 （页面存档备份，存于）